# Vingt et unième circonscription du Nord
La vingt et unième circonscription du Nord est l'une des 21 circonscriptions électorales législatives que compte le département du Nord (59). Elle est représentée dans la XVIIe législature par Valérie Létard (UDI).

## Description géographique et démographique

### De 1958 à 1986
La vingt-et-unième circonscription du Nord était composée de :
- canton d'Avesnes-sur-Helpe-Nord
- canton d'Avesnes-sur-Helpe-Sud
- canton de Solre-le-Château
- canton de Trélon

Source : Journal Officiel du 14-15 Octobre 1958.

### Entre 1986 et 2012
La vingt-et-unième circonscription du Nord a d'abord été délimitée par le découpage électoral de la loi no 86-1197 du 24 novembre 1986
, et regroupait les divisions administratives suivantes :
- Canton de Condé-sur-l'Escaut (moins les communes d'Escautpont, Fresnes-sur-Escaut, Hergnies, Odomez et Vicq)
- Canton de Valenciennes-Est et communes de Valenciennes (partie comprise dans les cantons de Valenciennes Nord et de Valenciennes Sud) et Saint-Saulve.

La principale différence avec la situation actuelle de la circonscription est le canton de Valenciennes-Nord, échangé contre la commune de Vieux-Condé avec la 20e circonscription.
Lors du recensement général de la population en 1999, réalisé par l'Institut national de la statistique et des études économiques (INSEE), la population totale de cette circonscription est estimée à 117 145 habitants,.

### Depuis 2012
À la suite de l'ordonnance no 2009-935 du 29 juillet 2009, ratifiée par le Parlement français le 21 janvier 2010, la vingt-et-unième circonscription du Nord est composée des divisions administratives suivantes : cantons de Condé-sur-l'Escaut (moins les communes d'Escautpont, Fresnes-sur-Escaut, Hergnies, Odomez, Vicq et Vieux-Condé), Valenciennes-Est et Valenciennes Nord, ainsi que les communes de Valenciennes (y compris la partie comprise dans le canton de Valenciennes-Sud) et Saint-Saulve.

### Pyramide des âges
| Hommes | Classe d’âge   | Femmes |
| ------ | -------------- | ------ |
| 7      | 65 ans et plus | 11     |
| 29     | 20 à 64 ans    | 30     |
| 12     | 0 à 19 ans     | 12     |

### Catégorie socio-professionnelle
Répartition de la population active par catégorie socio-professionnelle en 2013
| Agriculteurs | Artisans, commerçants, chefs d'entreprise | Cadres, professions intellectuelles | Professions intermédiaires | Employés | Ouvriers | Retraités | Autres |
| ------------ | ----------------------------------------- | ----------------------------------- | -------------------------- | -------- | -------- | --------- | ------ |
| 0,2 %        | 2,1 %                                     | 7,1 %                               | 13,4 %                     | 15,4 %   | 13,9 %   | 23,9 %    | 24,1 % |

## Historique des résultats
| Législature | Début de mandat | Fin de mandat  | Député            | Parti politique | Observations |
| ----------- | --------------- | -------------- | ----------------- | --------------- | --- |
| IXe         | 23 juin 1988    | 1er avril 1993 | Fabien Thiémé     | PCF             | |
| Xe          | 2 avril 1993    | 21 avril 1997  | Jean-Louis Borloo | DVD             | Mandat écourté à la suite d'une dissolution parlementaire décidée par Jacques Chirac.                                            |
| XIe         | 12 juin 1997    | 18 juin 2002   | Jean-Louis Borloo | UDF             | |
| XIIe        | 19 juin 2002    | 19 juin 2007   | Jean-Louis Borloo | Rad.            | Députée suppléante : Cécile Gallez (app. UMP)                                                                                    |
| XIIIe       | 20 juin 2007    | 19 juin 2012   | Jean-Louis Borloo | Rad.            | Députée suppléante : Cécile Gallez (UMP)                                                                                         |
| XIVe        | 20 juin 2012    | 30 avril 2014  | Jean-Louis Borloo | Rad.            | Jean-Louis Borloo démissionne en avril 2014. Une élection législative partielle a lieu les 22 et 29 juin 2014 pour le remplacer. |
| XIVe        | 30 juin 2014    | 20 juin 2017   | Laurent Degallaix | UDI             | Jean-Louis Borloo démissionne en avril 2014. Une élection législative partielle a lieu les 22 et 29 juin 2014 pour le remplacer. |
| XVe         | 21 juin 2017    | 21 juin 2022   | Béatrice Descamps | UDI             | |
| XVIe        | 22 juin 2022    | 9 juin 2024    | Béatrice Descamps | UDI             | Mandat écourté à la suite d'une dissolution parlementaire décidée par Emmanuel Macron.                                           |
| XVIIe       | 8 juillet 2024  | En cours       | Valérie Létard    | UDI             | |

## Résultats électoraux

### Élections de 1958
| Candidat         | Parti                          | %     | Voix  |
| ---------------- | ------------------------------ | ----- | ----- |
| Charles Naveau   | SFIO                           | 28,55 | 9 176 |
| Pierre Larivière | CNIP                           | 23,68 | 7 612 |
| Arthur Moulin    | UNR                            | 21,27 | 6 835 |
| Fernand Pécheux  | PCF                            | 20,00 | 6 427 |
| Jacques Loriau   | Centre de réforme républicaine | 6,48  | 2 083 |

| Candidat         | Parti | %     | Voix   |
| ---------------- | ----- | ----- | ------ |
| Arthur Moulin    | UNR   | 31,77 | 10 409 |
| Charles Naveau   | SFIO  | 28,68 | 9 398  |
| Pierre Larivière | CNIP  | 20,08 | 6 579  |
| Fernand Pécheux  | PCF   | 19,45 | 6 372  |

Le suppléant d'Arthur Moulin était Roger Carion, agent technique à Fourmies.

### Elections de 1962
| Candidat          | Parti                      | %     | Voix   |
| ----------------- | -------------------------- | ----- | ------ |
| Arthur Moulin     | UNR-UDT                    | 41,01 | 12 054 |
| Marcel Ulrici     | PCF                        | 23,23 | 6 829  |
| André Courtin     | SFIO                       | 17,76 | 5 222  |
| Edmond Cantinieau | CNIP                       | 11,68 | 3 434  |
| Pierre Lagrené    | Concentration républicaine | 6,30  | 1 863  |

| Candidat      | Parti   | %     | Voix   |
| ------------- | ------- | ----- | ------ |
| Arthur Moulin | UNR-UDT | 59,10 | 17 854 |
| Marcel Ulrici | PCF     | 40,90 | 12 358 |

Le suppléant d'Arthur Moulin était Marcel Brissy, UDT, adjoint au maire de Fourmies.

### Elections de 1967
| Candidat         | Parti     | %     | Voix   |
| ---------------- | --------- | ----- | ------ |
| Arthur Moulin    | UDR       | 42,80 | 14 035 |
| Charles Naveau   | FGDS-SFIO | 26,60 | 8 739  |
| Marceau Gauthier | PCF       | 24,80 | 8 124  |
| Gérard Gobert    | CD        | 5,66  | 1 851  |

| Candidat       | Parti     | %     | Voix   |
| -------------- | --------- | ----- | ------ |
| Charles Naveau | FGDS-SFIO | 50,70 | 16 874 |
| Arthur Moulin  | UDR       | 49,27 | 16 392 |

Le suppléant de Charles Naveau était Pierre Lagrené, conseiller général, maire d'Avesnes-sur-Helpe.

### Elections de 1968
Marceau Gauthier, PCF

Arthur Moulin, UDR ELU

Charles Naveau, FGDS-SFIO

Simonne Raux, PSU
(à compléter)
Le suppléant d'Arthur Moulin était Robert Dumesnil, chef de service à Fourmies.

### Candidats en 1973
| Candidat            | Parti | %     | Voix   |
| ------------------- | ----- | ----- | ------ |
| Arthur Moulin       | UDR   | 38,98 | 13 118 |
| Charles Naveau      | PS    | 26,54 | 8 932  |
| Marceau Gauthier    | PCF   | 26,48 | 8 910  |
| Michel Gerekens     | MR    | 6,94  | 2 336  |
| Jean-Claude Canoine | DVD   | 1,04  | 350    |

| Candidat       | Parti | %     | Voix   |
| -------------- | ----- | ----- | ------ |
| Charles Naveau | PS    | 52,71 | 18 000 |
| Arthur Moulin  | UDR   | 47,28 | 16 147 |

Le suppléant de Charles Naveau était Jules Lassalle, maire de Fourmies.

### Candidats en 1978
| Candidat           | Parti                           | %     | Voix   |
| ------------------ | ------------------------------- | ----- | ------ |
| Marceau Gauthier   | PCF                             | 30,01 | 11 281 |
| Charles Naveau     | PS                              | 26,06 | 9 797  |
| Christian Lefebvre | RPR                             | 21,74 | 8 173  |
| Jacques Bauduin    | UDF                             | 16,04 | 6 030  |
| Robert Flaender    | Front autogestionnaire          | 2,47  | 932    |
| Marina Podgorny    | LO                              | 2,23  | 840    |
| Daniel Doussot     | DVD                             | 0,86  | 361    |
| Gilbert Cazaux     | Union des gaullistes de progrès | 0,44  | 168    |

| Candidat           | Parti | %     | Voix   |
| ------------------ | ----- | ----- | ------ |
| Marceau Gauthier   | PCF   | 52,11 | 19 702 |
| Christian Lefebvre | RPR   | 47,88 | 18 106 |

Le suppléant de Marceau Gauthier était Claude Némery, employé SNCF, adjoint au maire de Sains-du-Nord.

### Elections de 1981
| Candidat       | Candidat                 | Parti          | Premier tour | Premier tour | Second tour | Second tour |  |
| Candidat       | Candidat                 | Parti          | Voix         | %            | Voix        | %           |  |
| -------------- | ------------------------ | -------------- | ------------ | ------------ | ----------- | ----------- |  |
|                | Marcel Dehoux élu        | PS             | 13 240       | 40,24        | 21 451      | 61,67       |  |
|                | Christian Lefebvre       | RPR (UNM)      | 9 948        | 30,24        | 13 330      | 38,33       |  |
|                | Marceau Gauthier sortant | PCF            | 7 767        | 23,61        | Retrait     | Retrait     |  |
|                | Marcel Moreaux           | UDF (MDSF)     | 1 942        | 5,90         |             |             |  |
|                |                          |                |              |              |             |             |  |
| Inscrits       | Inscrits                 | Inscrits       | 44 741       | 100,00       | 44 741      | 100,00      |  |
| Abstentions    | Abstentions              | Abstentions    | 11 271       | 25,19        | 9 199       | 20,56       |  |
| Votants        | Votants                  | Votants        | 33 470       | 74,81        | 35 542      | 79,44       |  |
| Blancs et nuls | Blancs et nuls           | Blancs et nuls | 573          | 1,71         | 761         | 2,14        |  |
| Exprimés       | Exprimés                 | Exprimés       | 32 897       | 98,29        | 34 781      | 97,86       |  |

Le suppléant de Marcel Dehoux était Claude Jourdain, employé, adjoint au maire de Fourmies.

### Élections législatives de 1988
| Candidat       | Candidat                 | Parti          | Premier tour | Premier tour | Second tour | Second tour |  |
| Candidat       | Candidat                 | Parti          | Voix         | %            | Voix        | %           |  |
| -------------- | ------------------------ | -------------- | ------------ | ------------ | ----------- | ----------- |  |
|                | Olivier Marlière sortant | RPR (URC)      | 16 413       | 33,15        | 24 018      | 46,97       |  |
|                | Fabien Thiémé élu        | PCF            | 14 122       | 28,52        | 27 114      | 53,03       |  |
|                | Daniel Bois              | PS             | 13 314       | 26,89        | Retrait     | Retrait     |  |
|                | Dominique Slabolepszy    | FN             | 4 756        | 9,61         |             |             |  |
|                | Pascal Delsaut           | Divers droite  | 905          | 1,83         |             |             |  |
|                |                          |                |              |              |             |             |  |
| Inscrits       | Inscrits                 | Inscrits       | 77 832       | 100,00       | 77 830      | 100,00      |  |
| Abstentions    | Abstentions              | Abstentions    | 27 239       | 35           | 24 466      | 31,44       |  |
| Votants        | Votants                  | Votants        | 50 593       | 65           | 53 364      | 68,56       |  |
| Blancs et nuls | Blancs et nuls           | Blancs et nuls | 1 083        | 2,14         | 2 232       | 4,18        |  |
| Exprimés       | Exprimés                 | Exprimés       | 49 510       | 97,86        | 51 132      | 95,82       |  |

Le suppléant de Fabien Thiémé était Georges Bustin, ancien député.

### Élections législatives de 1993
| Candidat                                         | Candidat              | Parti               | Premier tour | Premier tour | Second tour | Second tour |  |
| Candidat                                         | Candidat              | Parti               | Voix         | %            | Voix        | %           |  |
| ------------------------------------------------ | --------------------- | ------------------- | ------------ | ------------ | ----------- | ----------- |  |
|                                                  | Jean-Louis Borloo élu | Divers droite (UPF) | 24 709       | 48,98        | 31 622      | 63,07       |  |
|                                                  | Fabien Thiémé sortant | PCF                 | 11 629       | 23,05        | 18 514      | 36,93       |  |
|                                                  | Dominique Slabolepszy | FN                  | 6 553        | 12,99        |             |             |  |
|                                                  | Bernard Frimat        | PS (ADFP)           | 3 609        | 7,15         |             |             |  |
|                                                  | Jean-Pierre Lartige   | Les Verts (EÉ)      | 1 731        | 3,43         |             |             |  |
|                                                  | Jean-Pierre Neri      | LT-LNÉ              | 1 107        | 2,19         |             |             |  |
|                                                  | Martial Esmans        | LO                  | 709          | 1,41         |             |             |  |
|                                                  | André Czapski         | MDC                 | 399          | 0,79         |             |             |  |
|                                                  |                       |                     |              |              |             |             |  |
| Inscrits                                         | Inscrits              | Inscrits            | 75 316       | 100,00       | 75 317      | 100,00      |  |
| Abstentions                                      | Abstentions           | Abstentions         | 23 104       | 30,68        | 22 900      | 30,4        |  |
| Votants                                          | Votants               | Votants             | 52 212       | 69,32        | 52 417      | 69,6        |  |
| Blancs et nuls                                   | Blancs et nuls        | Blancs et nuls      | 1 766        | 3,38         | 2 281       | 4,35        |  |
| Exprimés                                         | Exprimés              | Exprimés            | 50 446       | 96,62        | 50 136      | 95,65       |  |
| Source : CDSP et Le Monde du 30 mars 1993, p. 40 |                       |                     |              |              |             |             |  |

La suppléante de Jean-Louis Borloo était Cécile Gallez, pharmacienne, maire de Saint-Saulve.

### Élections législatives de 1997
| Candidat       | Candidat                        | Parti             | Premier tour | Premier tour | Second tour | Second tour |  |
| Candidat       | Candidat                        | Parti             | Voix         | %            | Voix        | %           |  |
| -------------- | ------------------------------- | ----------------- | ------------ | ------------ | ----------- | ----------- |  |
|                | Jean-Louis Borloo sortant réélu | UDF (FD)          | 17 019       | 34,27        | 26 224      | 52,79       |  |
|                | Fabien Thiémé                   | PCF               | 11 154       | 22,46        | 23 452      | 47,21       |  |
|                | Dominique Slabolepszy           | FN                | 7 879        | 15,86        |             |             |  |
|                | Bernard Frimat                  | PS                | 7 230        | 14,56        |             |             |  |
|                | Martial Esmans                  | LO                | 1 169        | 2,35         |             |             |  |
|                | Philippe Duée                   | diss. RPR         | 2 136        | 4,3          |             |             |  |
|                | Alain Deruche                   | Divers écologiste | 1 078        | 2,17         |             |             |  |
|                | Francis Raymond                 | MPF (LDI)         | 887          | 1,79         |             |             |  |
|                | Corinne Martin                  | LT-LNÉ            | 775          | 1,56         |             |             |  |
|                | Jean-Claude Borgogno            | MDC               | 338          | 0,68         |             |             |  |
|                |                                 |                   |              |              |             |             |  |
| Inscrits       | Inscrits                        | Inscrits          | 74 292       | 100,00       | 74 292      | 100,00      |  |
| Abstentions    | Abstentions                     | Abstentions       | 22 918       | 30,85        | 22 067      | 29,7        |  |
| Votants        | Votants                         | Votants           | 51 374       | 69,15        | 52 225      | 70,3        |  |
| Blancs et nuls | Blancs et nuls                  | Blancs et nuls    | 1 709        | 3,33         | 2 549       | 4,88        |  |
| Exprimés       | Exprimés                        | Exprimés          | 49 665       | 96,67        | 49 676      | 95,12       |  |

La suppléante de Jean-Louis Borloo était Cécile Gallez. Cécile Gallez remplaça Jean-Louis Borloo, nommé membre du gouvernement, du 8 au 18 juin 2002.

### Élections législatives de 2002
| Candidat       | Candidat                        | Parti             | Premier tour | Premier tour | Second tour | Second tour |  |
| Candidat       | Candidat                        | Parti             | Voix         | %            | Voix        | %           |  |
| -------------- | ------------------------------- | ----------------- | ------------ | ------------ | ----------- | ----------- |  |
|                | Jean-Louis Borloo sortant réélu | UMP               | 22 150       | 49,51        | 25 865      | 63,88       |  |
|                | Fabien Thiémé                   | PCF               | 7 729        | 17,28        | 14 627      | 36,12       |  |
|                | Dominique Slabolepszy           | FN                | 6 026        | 13,47        |             |             |  |
|                | Valérie Lévin                   | PS                | 5 519        | 12,34        |             |             |  |
|                | Laurence Cochy                  | CPNT              | 733          | 1,64         |             |             |  |
|                | Charlie Rizzo                   | Les Verts         | 503          | 1,12         |             |             |  |
|                | Martial Esmans                  | LO                | 484          | 1,08         |             |             |  |
|                | Thérèse Desmaretz               | Divers écologiste | 369          | 0,82         |             |             |  |
|                | Catherine Denys                 | LCR               | 337          | 0,75         |             |             |  |
|                | Gérard Plumecocq                | Pôle républicain  | 299          | 0,67         |             |             |  |
|                | Francis Raymond                 | Divers droite     | 217          | 0,49         |             |             |  |
|                | Florence Dremiere               | MNR               | 208          | 0,46         |             |             |  |
|                | Carine Riquier                  | Divers écologiste | 88           | 0,2          |             |             |  |
|                | Jocelyne Delaval                | IR                | 74           | 0,17         |             |             |  |
|                |                                 |                   |              |              |             |             |  |
| Inscrits       | Inscrits                        | Inscrits          | 75 098       | 100,00       | 75 097      | 100,00      |  |
| Abstentions    | Abstentions                     | Abstentions       | 29 797       | 39,68        | 33 376      | 44,44       |  |
| Votants        | Votants                         | Votants           | 45 301       | 60,32        | 41 721      | 55,56       |  |
| Blancs et nuls | Blancs et nuls                  | Blancs et nuls    | 565          | 1,25         | 1 229       | 2,95        |  |
| Exprimés       | Exprimés                        | Exprimés          | 44 736       | 98,75        | 40 492      | 97,05       |  |

La suppléante de Jean-Louis Borloo était Cécile Gallez. Cécile Gallez remplaça Jean-Louis Borloo, nommé membre du gouvernement, du 19 juin 2002 au 19 juin 2007.

### Élections législatives de 2007
|                | Jean-Louis Borloo sortant réélu | UMP            | 23 605 | 53,69  |  |  |  |
|                | Fabien Thiémé                   | PCF            | 8 511  | 19,36  |  |  |  |
|                | Jean-Luc Chagnon                | PS             | 6 252  | 14,22  |  |  |  |
|                | Dominique Slabolepszy           | FN             | 2 243  | 5,1    |  |  |  |
|                | Katia Bittner                   | Les Verts      | 838    | 1,91   |  |  |  |
|                | Anna Wattel                     | LCR            | 738    | 1,68   |  |  |  |
|                | Laurence Gilbert                | CPNT           | 528    | 1,2    |  |  |  |
|                | Éric Pecqueur                   | LO             | 422    | 0,96   |  |  |  |
|                | Luc Lebrun                      | MÉI            | 294    | 0,67   |  |  |  |
|                | Béatrice Jobbe-Duval            | MPF            | 267    | 0,61   |  |  |  |
|                | Noël Dugardin                   | MNR            | 177    | 0,4    |  |  |  |
|                | Pierre Liso                     | Divers         | 81     | 0,18   |  |  |  |
|                | Vincent Roussel                 | Divers         | 7      | 0,02   |  |  |  |
|                |                                 |                |        |        |  |  |  |
| Inscrits       | Inscrits                        | Inscrits       | 78 768 | 100,00 |  |  |  |
| Abstentions    | Abstentions                     | Abstentions    | 34 163 | 43,37  |  |  |  |
| Votants        | Votants                         | Votants        | 44 605 | 56,63  |  |  |  |
| Blancs et nuls | Blancs et nuls                  | Blancs et nuls | 642    | 1,44   |  |  |  |
| Exprimés       | Exprimés                        | Exprimés       | 43 963 | 98,56  |  |  |  |

### Élections législatives de 2012
| Candidat                          | Candidat                        | Parti               | Premier tour | Premier tour | Second tour | Second tour |  |
| Candidat                          | Candidat                        | Parti               | Voix         | %            | Voix        | %           |  |
| --------------------------------- | ------------------------------- | ------------------- | ------------ | ------------ | ----------- | ----------- |  |
|                                   | Jean-Louis Borloo sortant réélu | PRV (UMP)           | 18 452       | 42,99        | 22 959      | 55,83       |  |
|                                   | Fabien Thiémé                   | PCF (FG)            | 10 445       | 24,33        | 18 166      | 44,17       |  |
|                                   | Sandrine Rousseau               | EÉLV (PS, PRG, MÉI) | 7 171        | 16,71        |             |             |  |
|                                   | Guy Cannie                      | FN (RBM)            | 6 045        | 14,08        |             |             |  |
|                                   | Éric Pecqueur                   | LO                  | 285          | 0,66         |             |             |  |
|                                   | Anne Wattel                     | NPA                 | 232          | 0,54         |             |             |  |
|                                   | Sylvain Damiani                 | Divers droite       | 175          | 0,41         |             |             |  |
|                                   | Yannick Hourdiau                | Pirate              | 117          | 0,27         |             |             |  |
|                                   |                                 |                     |              |              |             |             |  |
| Inscrits                          | Inscrits                        | Inscrits            | 81 075       | 100,00       | 81 076      | 100,00      |  |
| Abstentions                       | Abstentions                     | Abstentions         | 37 634       | 46,42        | 38 730      | 47,77       |  |
| Votants                           | Votants                         | Votants             | 43 441       | 53,58        | 42 346      | 52,23       |  |
| Blancs et nuls                    | Blancs et nuls                  | Blancs et nuls      | 519          | 1,19         | 1 221       | 2,88        |  |
| Exprimés                          | Exprimés                        | Exprimés            | 42 922       | 98,81        | 41 125      | 97,12       |  |
| Source : Ministère de l'Intérieur |                                 |                     |              |              |             |             |  |

### Élection législatives partielle de 2014
- Député sortant : Jean-Louis Borloo (UDI)
- Député élu : Laurent Degallaix (UDI)

| Candidat       | Candidat                  | Parti              | Premier tour | Premier tour | Second tour | Second tour |  |
| Candidat       | Candidat                  | Parti              | Voix         | %            | Voix        | %           |  |
| -------------- | ------------------------- | ------------------ | ------------ | ------------ | ----------- | ----------- |  |
|                | Laurent Degallaix élu     | UDI                | 9 701        | 47,02        | 13 058      | 72,14       |  |
|                | Jean-Luc François Laurent | FN                 | 3 856        | 18,69        | 5 043       | 27,86       |  |
|                | Patrick Kolebacki         | PCF (FG)           | 2 120        | 10,27        |             |             |  |
|                | Didier Legrand            | Divers droite (NC) | 2 100        | 10,18        |             |             |  |
|                | Alexandre Raszka          | PS                 | 1 470        | 7,12         |             |             |  |
|                | Frédéric Bigot            | EÉLV               | 735          | 3,56         |             |             |  |
|                | Éric Pecqueur             | LO                 | 354          | 1,72         |             |             |  |
|                | Dominique Slabolepszy     | PDF                | 235          | 1,14         |             |             |  |
|                | Yannick Hourdiau          | Pirate             | 62           | 0,30         |             |             |  |
|                |                           |                    |              |              |             |             |  |
| Inscrits       | Inscrits                  | Inscrits           | 81 111       | 100,00       | 81 110      | 100,00      |  |
| Abstentions    | Abstentions               | Abstentions        | 60 151       | 74,16        | 61 812      | 76,21       |  |
| Votants        | Votants                   | Votants            | 20 960       | 25,84        | 19 298      | 23,79       |  |
| Blancs et nuls | Blancs et nuls            | Blancs et nuls     | 327          | 1,56         | 1 197       | 6,2         |  |
| Exprimés       | Exprimés                  | Exprimés           | 20 633       | 98,44        | 18 101      | 93,8        |  |

### Élections législatives de 2017
|                                                                             |                                                                           |                           |                           |                          |                          |
|                                                                             |                                                                           | Premier tour 11 juin 2017 | Premier tour 11 juin 2017 | Second tour 18 juin 2017 | Second tour 18 juin 2017 |
|                                                                             |                                                                           |                           |                           |                          |                          |
|                                                                             |                                                                           | Nombre                    | % des inscrits            | Nombre                   | % des inscrits           |
| Inscrits                                                                    | Inscrits                                                                  | 82 595                    | 100,00                    | 82 589                   | 100,00                   |
| Abstentions                                                                 | Abstentions                                                               | 48 113                    | 58,25                     | 51 205                   | 62,00                    |
| Votants                                                                     | Votants                                                                   | 34 482                    | 41,75                     | 31 384                   | 38,00                    |
|                                                                             |                                                                           |                           | % des votants             |                          | % des votants            |
| Bulletins blancs                                                            | Bulletins blancs                                                          | 809                       | 2,35                      | 1 771                    | 5,64                     |
| Bulletins nuls                                                              | Bulletins nuls                                                            | 236                       | 0,68                      | 713                      | 2,27                     |
| Suffrages exprimés                                                          | Suffrages exprimés                                                        | 33 437                    | 96,97                     | 28 900                   | 92,09                    |
|                                                                             |                                                                           |                           |                           |                          |                          |
| Candidat Étiquette politique (partis et alliances)                          | Candidat Étiquette politique (partis et alliances)                        | Voix                      | % des exprimés            | Voix                     | % des exprimés           |
|                                                                             |                                                                           |                           |                           |                          |                          |
|                                                                             | Béatrice Descamps Union des démocrates et indépendants (Les Républicains) | 11 170                    | 33,41                     | 18 126                   | 62,72                    |
|                                                                             | Valérie Caudron Front national                                            | 7 323                     | 21,90                     | 10 774                   | 37,28                    |
|                                                                             | Ophélie Tricot La France insoumise                                        | 4 704                     | 14,07                     |                          |                          |
|                                                                             | Didier Legrand Divers droite                                              | 3 004                     | 8,98                      |                          |                          |
|                                                                             | Christine Laurent Parti socialiste                                        | 1 840                     | 5,50                      |                          |                          |
|                                                                             | Patrick Kolebacki Parti communiste français (Front de gauche)             | 1 578                     | 4,72                      |                          |                          |
|                                                                             | Pauline Pottier Europe Écologie Les Verts                                 | 1 315                     | 3,93                      |                          |                          |
|                                                                             | Laurent Lasselin 16 Divers droite                                         | 1 089                     | 3,26                      |                          |                          |
|                                                                             | Édith Weisshaupt Lutte ouvrière                                           | 343                       | 1,03                      |                          |                          |
|                                                                             | Jean-Luc François Laurent Extrême droite (Parti de la France)             | 324                       | 0,97                      |                          |                          |
|                                                                             | Christine Braet Divers (Union populaire républicaine)                     | 242                       | 0,72                      |                          |                          |
|                                                                             | Yazid Amara Divers (Parti égalité et justice)                             | 225                       | 0,67                      |                          |                          |
|                                                                             | Sally Haddar Divers gauche (Nouveau souffle)                              | 210                       | 0,63                      |                          |                          |
|                                                                             | Sylvain Damiani Divers                                                    | 70                        | 0,21                      |                          |                          |
| Source : Ministère de l'Intérieur - Vingt et unième circonscription du Nord |                                                                           |                           |                           |                          |                          |

### Élections législatives de 2022
Les élections législatives françaises de 2022 se déroulent les dimanches 12 et 19 juin 2022.
| Résultats des élections législatives des 12 et 19 juin 2022 de la 21e circonscription du Nord |                          |                          |        |              |              |             |             |
| Candidat                                                                                      | Candidat                 | Parti et coalition       | Nuance | Premier tour | Premier tour | Second tour | Second tour |
| Candidat                                                                                      | Candidat                 | Parti et coalition       | Nuance | Voix         | %            | Voix        | %           |
|                                                                                               | Béatrice Descamps,       | UDI-PRV (UDC)            | DVD    | 11 769       | 35,43        | 17 199      | 57,12       |
|                                                                                               | Océane Valentin          | RN                       | RN     | 9 508        | 28,62        | 12 909      | 42,88       |
|                                                                                               | Luce Troadec             | LFI (NUPES)              | NUP    | 7 798        | 23,48        |             |             |
|                                                                                               | Laurent Lasselin         | SE                       | DVD    | 1 092        | 3,29         |             |             |
|                                                                                               | Corinne Lairé            | REC                      | REC    | 1 088        | 3,28         |             |             |
|                                                                                               | Ludovic Aubry            | PA                       | ECO    | 1 046        | 3,15         |             |             |
|                                                                                               | Édith Weisshaupt         | LO                       | DXG    | 525          | 1,58         |             |             |
|                                                                                               | Elisabeth Serralta       | LP (UPF)                 | DSV    | 390          | 1,17         |             |             |
| Votes valides                                                                                 | Votes valides            | Votes valides            | 33 216 | 97,82        | 30 108       | 93,79       | 93,79       |
| Votes blancs                                                                                  | Votes blancs             | Votes blancs             | 540    | 1,59         | 1 485        | 4,63        | 4,63        |
| Votes nuls                                                                                    | Votes nuls               | Votes nuls               | 200    | 0,59         | 507          | 1,58        | 1,58        |
| Total                                                                                         | Total                    | Total                    | 33 956 | 100          | 32 100       | 100         | 100         |
| Abstention                                                                                    | Abstention               | Abstention               | 47 110 | 58,11        | 48 973       | 60,41       | 60,41       |
| Inscrits / participation                                                                      | Inscrits / participation | Inscrits / participation | 81 066 | 41,89        | 81 073       | 39,59       | 39,59       |

### Élections législatives de 2024
| Candidat                 | Candidat                 | Parti et coalition       | Nuance                   | Premier tour | Premier tour | Second tour | Second tour |
| Candidat                 | Candidat                 | Parti et coalition       | Nuance                   | Voix         | %            | Voix        | %           |
| ------------------------ | ------------------------ | ------------------------ | ------------------------ | ------------ | ------------ | ----------- | ----------- |
|                          | Laurence Bara            | RN                       | RN                       | 21 337       | 43,61        | 22 974      | 48,42       |
|                          | Valérie Létard           | UDI (ENS)                | UDI                      | 14 280       | 29,19        | 24 485      | 51,58       |
|                          | Pierrick Colpin          | LFI (NFP)                | UG                       | 11 290       | 23,08        | Retrait     | Retrait     |
|                          | Edith Duquesnoy          | LO                       | EXG                      | 726          | 1,48         |             |             |
|                          | Laurent Lasselin         | DLF                      | DVD                      | 709          | 1,45         |             |             |
|                          | Séverine Duminy          | REC                      | REC                      | 58           | 1,19         |             |             |
|                          |                          |                          |                          |              |              |             |             |
| Suffrages exprimés       | Suffrages exprimés       | Suffrages exprimés       | Suffrages exprimés       | 48 922       | 97,53        | 47 459      | 58,47       |
| Votes blancs             | Votes blancs             | Votes blancs             | Votes blancs             | 884          | 1,76         | 1 217       | 2,48        |
| Votes nuls               | Votes nuls               | Votes nuls               | Votes nuls               | 357          | 0,71         | 447         | 0,91        |
| Total                    | Total                    | Total                    | Total                    | 50 163       | 100          | 49 123      | 100         |
| Abstention               | Abstention               | Abstention               | Abstention               | 30 997       | 38,19        | 32 050      | 39,48       |
| Inscrits / participation | Inscrits / participation | Inscrits / participation | Inscrits / participation | 81 160       | 61,81        | 81 173      | 60,52       |